# Cseszneky

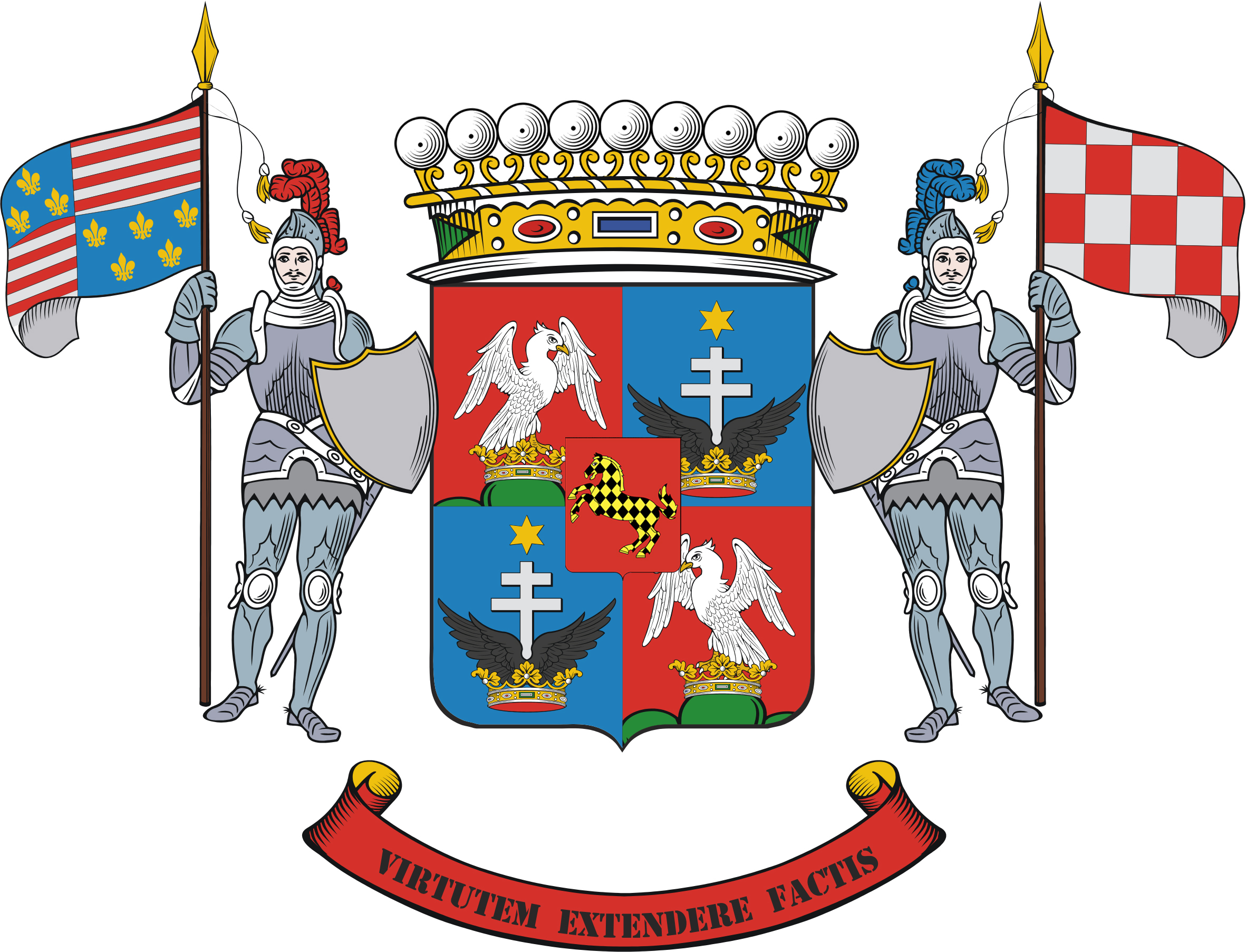
L'escut d'armes dels comtes Cseszneky de Milvány

La família Cseszneky era una família noble a Hongria, Eslovàquia i a Croàcia.

## El clan Bána
El fundador del clan va ser el comte Apa de gènere Bána que el 1230 va ocupar les terres de l'abadia de Pannonhalma i va matar als pescadors dels benedictins.
El fill d'Apa, Mihály el 1225 era el seneschal del rei Andreu II d'Hongria. Mihály el 1241 va realitzar diversos fets heroics contra els invasors mongols d'Hongria (durant la invasió a 1241-42) i per la seva bravura el rei Béla IV el va designar comte de Beckov.
El fill de Mihály, Jakab era l'aide-de-camp de Béla IV i ell portava el títol comte de Trencsén. Jakab va construir el castell de Csesznek a les muntanyes Bakony a Hongria. La dinastia Árpád es va extingir el 1301 i en el conflicte per la successió al tron els barons Cseszneky van donar suport a Carles Robert Anjou. Van lluitar contra el pretendent rival Wenceslas Przemysl i contra el seu partidari Máté Csák, príncep d'Eslovàquia occidental. A causa de les dissensions permanents els Cseszneky van perdre la major part dels seus estats, però en el segle xv Maties Corví els va recompensar amb terres en les regions de Csallóköz i Kisalföld.

## A Transdanúbia
La família Cseszneky és esmentada per primera vegada el 1519 al comtat de Győr. La descendència de la família Cseszneky esmentada del clan Bána és probable però no aprovada. Cap a 1526, en l'època de la desastrosa batalla amb els turcs en la qual Lluís II d'Hongria mor al camp de batalla, György era el Chatelain dels castells Tata i Komárom.
En la lluita pel tron d'Hongria i d'Eslovàquia entre el Voivoda Joan I d'Hongria i l'arxiduc Ferran I d'Habsburg György va donar suport a Ferran. No obstant això quan Gáspár Ráskai, comandant de Szapolyai va posar lloc al castell de Tata, György es va rendir poc disposat a la força superior i va donar el castell. Després es va dirigir a Pressburg a demanar ajuda a la reina Maria. El 1528 ell i Pál Bakics van ocupar el castell de Győr en el nom de Ferran d'Habsburg. La reina Maria, vídua del rei Lluís II i germana de Ferran d'Habsburg, el va designar lloctinent de Győr on György va ser l'amfitrió del poeta desterrat Garcilaso de la Vega. György més tard es va convertir en un seguidor devot del Protestantisme i defensor de la fe luterana. El Rei Ferran I li va concedir el dret de l'ús de la cera vermella del lacre. Entre 1.559 i 1.588 Mihály va ser vice Chatelain del castell Várpalota i va tenir èxit en la lluita contra els turcs. János (que va morir el 1593) va ser un capità d'infanteria a Győr, mentre que Gábor (1596, 1599) i Mátyás (1597) van lluitar a l'exèrcit del governador Ferenc Révay. Benedek va participar en diversos combats contra els otomans i el 1626 va ser el negociador de la pau entre el rei Ferran II i Gabriel Bethlen, príncep de Transsilvània. El rei Ferran II li va donar béns a Eslovàquia meridional.
A finals del segle xvii diversos membres de la família van participar en la conspiració dirigida pel comte palatí Ferenc Wesselényi i, per tant, les seves possessions van ser confiscades. János (1673) i Mátyás (1692) van estudiar a la Universitat de Trnava. Erzsébet va ser la mare del famós savi, Mátyás Bel. Després de la derrota de Francesc II Rákóczi la glòria dels Cseszneky declinar també.

## A Bácska
Un altre János al segle xviii es va moure a Hongria meridional on ell va fundar el poble de Szentkáta. József, Imre i Mihály com a voluntaris de l'exèrcit nacional van lluitar contra els rebels serbis durant la revolució el 1848-1849. Ferenc (1876-1923) era un industrial i comerciant dedicat a la molta de grans amb interessos a Hongria i Croàcia. El 1919 el govern del comte Gyula Károlyi el va designar encarregat d'abastament. El comte Gyula (1914 -?) Va ser un poeta i oficial de cavalleria. El 1941 Miklós Horthy, el regent del regne d'Hongria li va concedir el títol Vitéz, per la bravura mostrada durant la reanexio de Transsilvània del Nord. Gyula va ser també conseller del rei Tomislav II de Croàcia. El 1943 va ser proclamat voivoda macedoni. Després de la Segona Guerra Mundial els descendents de la família han viscut sobretot a Hongria, al Brasil, a França i al Regne Unit.